# Goin’ Out Again
Goin’ Out Again ist ein Jazzalbum von Dom Minasi. Die am 10. Juni 2002 entstandenen Aufnahmen erschienen 2002 auf CDM Records.

## Hintergrund
Nach seinem Ellington-Album Takin’ the Duke Out nahm der Gitarrist Dom Minasi 2002 mit seinem Trio aus dem Bassisten Ken Filiano und dem Schlagzeuger Jackson Krall ein Album mit vier Eigenkompositionen und den Jazzstandards „Autumn Leaves“, „All Blues“, „On Green Dolphin Street“ und „Well You Needn’t“ auf.

## Titelliste
- Dom Minasi: Goin’ Out Again (CDM 1002)[1]

1. Autumn Leaves (Joseph Kosma, Johnny Mercer, Jacques Prévert) 8:15
2. All Blues (Miles Davis) 9:20
3. Dumpie (Dom Minasi) 6:57
4. As the Spirit Moves (Dom Minasi) 5:21
5. On Green Dolphin Street (Bronislaw Kaper, Ned Washington) 8:06
6. Trane's Lament (Dom Minasi) 5:04
7. The Day After Next (Dom Minasi) 8:50
8. Well, You Needn't (Thelonious Monk) 6:01

## Rezeption
David R. Adler verlieh dem Album in Allmusic vier Sterne und schrieb, Minasi knüpfe an Takin‘ the Duke Out mit einer weiteren Programm experimentierfreudiger Triomusik an. Dabei biete der Gitarrist „Out“-Interpretationen anderer Mainstream-Klassiker an, doch die andere Hälfte des Programms würde er mit vier seiner eigenen Kompositionen füllen, die den Zuhörern den Blick auf andere Facetten seines musikalischen Schaffens ermögliche. „Trane's Lament“, ein unbegleiteter Gitarrentrack, ändere das ansonsten schwindelerregende Tempo, ähnlich wie „Solitude“ auf der vorherigen Platte. Und Filianos eindringliche Coll’arco-Arbeit leite „The Day After Next“ ein, ein Stück, das das Trio in einen quasi-psychedelischen Raum locke. Minasis Konzept werde vielleicht nicht beim ersten Hören verstanden, aber sei dennoch die Mühe wert.
Nach Ansicht von Mark F. Turner, der das Album in All About Jazz rezensierte, sei Minasi ein Gitarrist, der musikalische Fäden in einer Vielzahl von Stilen von Avantgarde bis Free Jazz webe und mit einer Hardrock-Mentalität ausgestattet sei. Dabei würden Minasi und sein Trio wirklich ausdrucksstark und frei agieren. Jene Hörer, die sich nicht mit der Norm zufriedengeben oder Musik ohne Grenzen bevorzugen, könnten auf ihre Kosten kommen, denn Minasi nutze sowohl Struktur als auch kontrolliertes Chaos, um seine Klanglandschaften zu schaffen. Um einen Einblick in die Denkweise des Trios zu geben: Der Titel „Autumn Leaves“ beginne mit seiner einprägsamen Melodie und verwandle sich dann in eine Kakophonie von Klängen, die die anspruchsvollen Soli aller Mitglieder des Trios hervorhebe. Das Trio sei so stark wie eh und je, und die herausfordernde Musikauswahl werde den Zuhörern den Kopf verdrehen – im Guten wie im Schlechten. Goin’ Out Again sei etwas für abenteuerlustige und aufgeschlossene Menschen.
Der Jazzgitarrist Dom Minasi sei heute eine Ausnahmeerscheinung im Jazz, meinte Steve Rosenfeld (Behind the Beat); er sei ein furchtloser Innovator, der es genieße, Melodien, Akkordharmonien und Improvisationen auf eine Art und Weise wie nur wenige seinesgleichen zu dekonstruieren und zu rekonstruieren. Seine Musik und Auftritte seien ebenso beeindruckend und beunruhigend wie die frühen Tage des Bebop, als gleichzeitig etablierte Sensibilitäten und neues musikalisches Terrain betreten wurden.